# 欧阳懿
欧阳懿（1968年6月28日—），前高中教师，生于四川省遂宁市，是中国民主党的创始人之一。曾经就读于川北教育学院。2002年10月开始被拘留。2004年出狱。